# Sidhnai
Sidhnai és una canal de reg al Panjab (Pakistan) que prenia aigua del Ravi i regava el districte de Multan al Pakistan. El seu nom vol dir "Recte", ja que s'estén per una línia recta d'uns 20 km de Tulamba a Sarai Sidhu. Fou obert el 1886. Disposava de 13 canals distributaris i rega una superfície de 1.500 a 2.000 km².